# Gold (album, Sonicflood)
Gold jsou znovuvydané první dvě alba křesťanské rockové skupiny Sonicflood s několika bonusovými nahrávkami. Toto album bylo vydáno společností Gotee Records v roce 2004.

## Skladby

### CD 1: SONICFLOOd
1. „Invocation“
2. „I Have Come to Worship“
3. „Holy One“
4. „I Want to Know You“
5. „My Refuge“
6. „I Could Sing of Your Love Forever“ (feat. Lisa Kimmey)
7. „Holiness“ (feat. Wilshire)
8. „Carried Away“
9. „Something About That Name“ (feat. Kevin Max)
10. „I Need You“
11. „Open the Eyes of My Heart“
12. „The Heart of Worship“
13. „I Want to Know You [Acoustic Version]“ – dříve nevydáno
14. „My Refuge [Acoustic Mix]“ – dříve nevydáno
15. „Bless the Lord“ – Jeff Deyo feat. Rita Springer [z alba Light]
16. „These Hands [New Studio Version]“ – dříve nevydáno

### CD 2: SONICPRAISe
1. „Intro“
2. „Open the Eyes of My Heart“
3. „I Want to Know You (in the Secret)“
4. „Carried Away“
5. „Holy One“
6. „You Are Worthy of My Praise“
7. „Spontaneous Worship“
8. „Did You Feel the Mountains Tremble?“
9. „Lord, I Lift Your Name on High“
10. „Before the Throne of God Above“
11. „I Could Sing of Your Love Forever“ (feat. Lisa Kimmey)
12. „I Have Come to Worship“
13. „Agnus Dei [Live Bootleg]“ – dříve nevydáno